# 장연초등학교
장연초등학교는 대한민국 충청북도 괴산군 장연면 오가리에 있는 공립 초등학교이다.

## 학교 연혁
- 1936년 6월 15일 장연공립보통학교(4년제) 개교설립인가 5월 23일
- 1938년 4월 1일 장연공립심상소학교 개편
- 1939년 3월 11일 6년제 승격
- 1941년 4월 1일 장연공립국민학교 개편
- 1982년 3월 10일 병설유치원 개원
- 1996년 3월 1일 장연초등학교로 개칭
- 1999년 3월 1일 장풍분교장 본교 통합
- 2000년 12월 12일 본교사 증개축 및 조경공사 완공식
- 2004년 12월 21일 급식소 준공식
- 2005년 3월 1일 광진분교장 본교 통합
- 2005년 10월 20일 도서실 및 과학실 준공식
- 2007년 3월 1일 특수학급 증설
- 2012년 10월 8일 다목적교실 준공식
- 2019년 2월 1일 제79회 졸업식(졸업생 총 2,859명)
- 2019년 3월 1일 4학급 편성 (13명)
- 2020년 1월 4일 제80회 졸업식 3명 졸업(졸업생 총 2,862명)
- 2020년 3월 1일 4학급 편성 (11명)
- 2020년 3월 1일 제36대 신정호 교장 취임
- 2020년 3월 9일 2020학년도 입학식(여 1, 계 1명)

## 학교 상징
- 교화 - 봉숭아 : 우리 학교의 교화는 봉숭아 꽃이다. 햇볕이 드는 곳에 잘 자라며 나쁜 환경에서도 비교적 잘 자라는 화초로써, 우리 어린이들도 어떤 환경에서든 건강하게 자라라는 뜻으로 교화를 정하게 되었다. 특히 일제침략기에는 홍난파 선생님이 작곡하신 봉선화 노래를 많이 부르며 우리 민족의 한과 설움을 달랬는다.
- 교목 - 소나무 : 우리 학교의 교목은 소나무이다. 우리나라 어느 곳에서나 널리 분포되어 있는 소나무는 늘 푸르름을 잃지 않고 강한 생명력을 갖고 있다. 우리는 교목인 소나무를 바라보며, 모진 비바람과 눈보라의 어려운 역경 속에서도 늘 푸르름을 간직하는 모습에서 높은 기상을 배우고, 꿋꿋한 절개와 의지를 익혀서, 씩씩하고 강인하게 어려운 난관을 극복하며, 옳고 바르게 살아가도록 한다.

## 참고 자료
- 장연초등학교 - 한국교육학술정보원 학교알리미